# Marija Jewgenjewna Voss
Marija Jewgenjewna Voss (russisch Мария Евгеньевна Фосс; * 19. Septemberjul. / 1. Oktober 1899greg. in Grodno; † 9. September 1955 in Moskau) war eine russisch-sowjetische Prähistorikerin.

## Leben
Voss war die Tochter des Steuerbeamten deutscher Herkunft Jewgeni Nikolajewitsch Voss, der im Lyzeum Woronesch eine juristische Bildung erhalten hatte und in der Steuerverwaltung tätig war. 1908 kam die Familie nach Woronesch, und Voss besuchte das Mädchengymnasium Woronesch mit Abschluss 1916. Nach der Oktoberrevolution studierte Voss an der Universität Woronesch in der Fakultät für Gesellschaftswissenschaften (1920–1922) und in der archäologischen Abteilung der Woronesch-Filiale des Moskauer Archäologischen Instituts (1921–1922). Daneben arbeitete sie als wissenschaftliche Mitarbeiterin des Museums des Gouvernements Woronesch.
1922 ging Voss nach Moskau und schloss ihr Studium an der Universität Moskau (MGU) in der historischen Abteilung bei Wassili Alexejewitsch Gorodzow 1925 ab. Im selben Jahr erhielt sie eine Stelle im Historischen Museum (GIM). Oft ging sie mit archäologischen Expeditionen in die nördlichen Gebiete der RSFSR, um Erkundungen und Ausgrabungen durchzuführen. Sie verfasste wichtige Arbeiten zur Regionalisierung und Periodisierung der Jungsteinzeit (zusammen mit Alexander Jakowlewitsch Brjussow) sowie auch für die Bronzezeit. Sie untersuchte die Siedlung Kubenino der Kargopol-Kultur und seit 1929 die Siedlung Weretje beim Latschasee, die der Weretje-Kultur ihren Namen gab. 1940 verteidigte sie ihre Kandidat-Dissertation über die Kargopol-Kultur.
1944 wurde Voss auch Mitarbeiterin des Moskauer Instituts für Geschichte der Materiellen Kultur der Akademie der Wissenschaften der UdSSR. 1953 verteidigte sie ihre Doktor-Dissertation über die Urgeschichte  des nördlichen europäischen Teils der UdSSR für die Promotion zur Doktorin der Geschichtswissenschaften.
Voss starb nach langer schwerer Krankheit.